# Halticini
Los halticinos, Halticini, son una tribu de hemípteros heterópteros perteneciente a la familia Miridae.

## Géneros
- Acratheus - Anapus - Barbarosia - Chorosomella - Compositocoris - Dampierella - Dasyscytus - Dicyphopsis - Dimorphocoris - Ectmetopterus - Euryopicoris - Goodeniaphila - Halticus - Labops - Microtechnites - Myrmecophyes - Namaquacapsus - Nanniella - Orthocephalus - Pachytomella - Piezocranum - Plagiotylus - Schoenocoris - Scirtetellus - Strongylocoris

No aceptadosCoridromius - Platyporus
CheckAnapomella - Nesidiorchestes - Oraniella